# Primum non nocere
Primum non nocere est une locution latine qui signifie : « en premier, ne pas nuire » ou « d'abord, ne pas faire de mal ». C'est le premier principe de prudence ou phronesis  appris aux étudiants en médecine, médecine dentaire, médecine vétérinaire, science maïeutique, science infirmière et pharmacie.
Parfois, on rapporte l'expression « primum nil nocere ».

## Origine
L'origine de cette locution est incertaine. Elle ne se trouve pas dans le Serment d'Hippocrate de façon explicite, le passage qui pourrait s'en rapprocher est « Je dirigerai le régime des malades à leur avantage, suivant mes forces et mon jugement, et je m'abstiendrai de tout mal et de toute injustice » (traduction Littré). 
Cependant, le texte grec original présente une ambiguïté. La traduction Littré pose l'interdit sur le médecin lui-même (une mauvaise utilisation de ses connaissances), en anglais but I will never use it to injure or wrong them. Une autre traduction possible est « je les écarterai de tout mal et de toute injustice », en anglais I will keep them from harm and injustice. Ici, c'est le médecin qui, écartant les dangers d'un mauvais régime, pose des interdits alimentaires à son patient,.

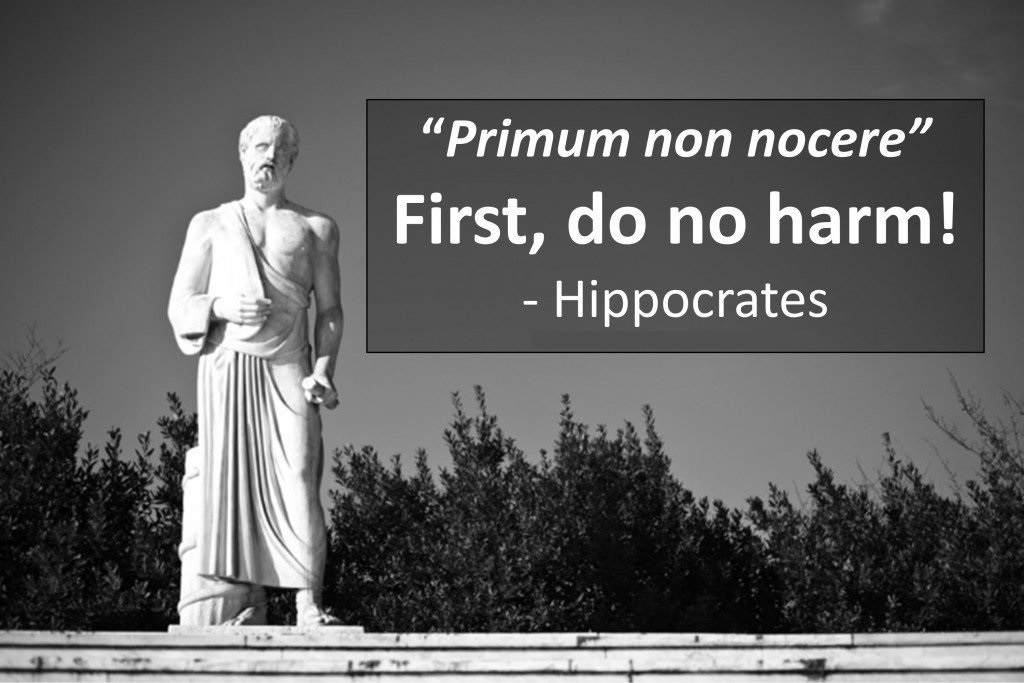
D'abord ne pas nuire, une attribution hippocratique difficile à retrouver.

Le principe pourrait apparaitre un peu plus clairement dans le traité des Épidémies (I, 5) d'Hippocrate, daté de 410 av. J.-C. environ, qui définit ainsi le but de la médecine : « Face aux maladies, avoir deux choses à l'esprit : faire du bien, ou au moins ne pas faire de mal » (« ἀσκέειν, περὶ τὰ νουσήματα, δύο, ὠφελέειν, ἢ μὴ βλάπτειν »),.
La locution latine Primum non nocere (d'abord ne pas nuire ; First, do no harm) inverse l'ordre de la formulation hippocratique avec une priorité maximum et exclusive donnée à l'injonction négative. De nombreux auteurs ont recherché, sans grand succès, l'origine exacte de cette version latine. 
Elle aurait été introduite dans l'éthique médicale de langue anglaise par le médecin éthicien, vice-président de l'AMA en 1864, Worthington Hooker (1806-1867) qui, lui-même, attribue le précepte au français Auguste François Chomel (1788-1858). D'autres renvoient à l'Anglais Thomas Sydenham (1624-1689), mais la plupart des auteurs situent son apparition dans le courant du XIXe siècle.

## Le principe hippocratique

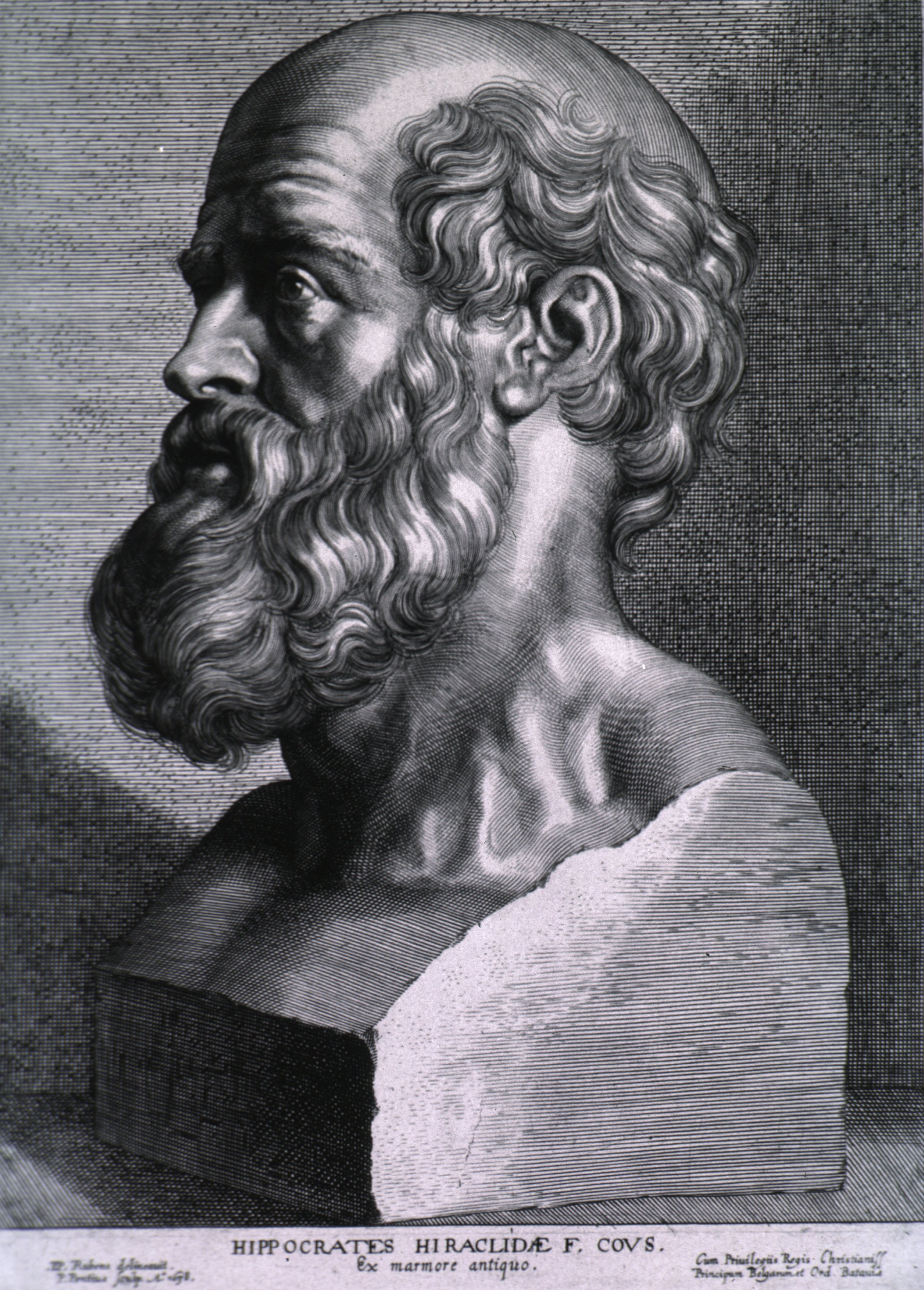
Gravure d'Hippocrate selon Pierre Paul Rubens, 1639.

Ce  principe s'inscrit dans le passage suivant (Épidémies I, 5), selon la traduction de Littré :
Pour toutes les affections périlleuses [...], il faut dire les antécédents de la maladie, connaître l’état présent, prédire les événements futurs ; s'exercer sur ces objets ; avoir, dans les maladies, deux choses en vue : être utile ou du moins ne pas nuire. L'art se compose de trois termes : la maladie, le malade et le médecin. Le médecin est le desservant de l'art ; il faut que le malade aide le médecin à combattre la maladie. 
Selon Debru, le texte littéral est « il faut que le malade affronte la maladie avec le médecin », (c'est-à-dire avec l'aide du médecin). Littré aurait ainsi atténué la pensée hippocratique en inversant les responsabilités de l'alliance ; c'est l'individu malade (la nature de l'individu dans la pensée hippocratique) qui joue un rôle actif et premier (et non le médecin) dans la lutte contre la maladie.
Ce principe s'inscrit ici dans ce qu'on appelle le « triangle hippocratique » (médecin, malade et maladie), dans le cadre d'une stratégie d'alliance ou d'une collaboration.  L'intention reste active :  c'est faire le bien et être utile qui est primum, le non nocere étant le minimum garanti pour gagner et garder la confiance ou la force du malade. Il s'agit là d'une double règle (faire le bien, ou au moins ne pas faire du mal).

Selon Debru, « [L'erreur de Littré] met en garde contre la transparence trompeuse des aphorismes hippocratiques, et contre les traductions qui en accommodent l'étrangeté au nom d'une sagesse médicale universelle ». Pour Jouanna  :
Être utile est un idéal que le praticien ne peut pas toujours atteindre ; aussi ajoute-t-il « ou ne pas nuire ». À défaut d'être utile, le médecin ne doit pas aggraver l'état du malade par une intervention intempestive. Cette dimension humaine constitue l'originalité de la pensée hippocratique.

## Interprétations modernes
Dans un cadre plus général, non limité à la médecine, le principe de non-malfaisance primum non nocere s'exprime souvent de la façon suivante : face à un problème particulier, il peut être préférable de ne pas faire quelque chose ou même de ne rien faire du tout que de risquer de faire plus de mal que de bien.
Il existerait deux traditions parallèles d'éthique médicale du primum non nocere, l'une qui est celle de ne pas nuire (prioritairement d'abord, ou à défaut au moins), l'autre qui est d'aider et de minimiser le mal, ou en termes modernes d'éviter une prise de risque défavorable, inutile ou injustifiée, notamment dans le cadre d'une doctrine du double effet,.  
La première attitude insiste sur l'abstention ou l'attente, il s'agit d'une éthique de la vertu (centrée sur les motivations de l'agent), la seconde qui insiste sur une action nécessaire est parfois interprétée comme un conséquentialisme (centrée sur le résultat de l'action) ou au contraire comme une éthique déontologique (centrée sur des devoirs positifs ou négatifs, par conformité à des règles).
En France, le code de déontologie médicale, dans les devoirs du médecin envers les patients, pose l'interdit du risque injustifié dans son article 40 (ou article R4127-40 du code de santé publique) : « Le médecin doit s'interdire, dans les investigations et interventions qu'il pratique comme dans les thérapeutiques qu'il prescrit, de faire courir au patient un risque injustifié ».

En mars 2020, l'Académie des sciences et l'Académie nationale de médecine publient un communiqué commun intitulé « Primum non nocere » pour rappeler que l'utilisation incontrôlée d'un médicament, en dehors d'une validation scientifique, comporte des effets néfastes. Ces risques sont : 
rendre plus complexe voire impossible l’évaluation de son éventuelle efficacité, induire des effets indésirables ou provoquer par interaction médicamenteuse des conséquences négatives sur l’effet d’autres traitements. Il peut enfin induire une pénurie du médicament pour les patients qui en ont besoin dans le contexte d’une autre pathologie.